# Institut Saint-Roch
 (août 2019).
Si vous disposez d'ouvrages ou d'articles de référence ou si vous connaissez des sites web de qualité traitant du thème abordé ici, merci de compléter l'article en donnant les références utiles à sa vérifiabilité et en les liant à la section « Notes et références ».
L'Institut Saint-Roch est un institut catholique située à Theux et Spa en Belgique. L'Institut était jadis occupé par des pères lazaristes. L'établissement offre des cours secondaires uniquement, général et technique à Theux, et professionnels à Spa.

## Situation
L'institut se situe au pied de la colline du château de Franchimont (Visible depuis l’établissement), dans le village de Marché, proche de la gare de Franchimont et de quelques grands axes. L'école est en relation avec HELMO qui est rattaché à l'établissement depuis 1919.

## Histoire
En 1878 les pères Lazaristes sont chassés d’Allemagne par Bismarck, ils sont venus à Theux pour y fonder un institut allemand, premièrement destiné aux étudiants masculins venant d'Aix-la-chapelle et Cologne. En 1919 l’École est abandonnée par les Pères Lazaristes, dans le contexte de fin de guerre. Le bâtiment est laissé à l'abandon jusqu'à ce que Monseigneur Martin-Hubert Rutten, évêque de Liège, décide fin 1919 de transférer l'école normale de Ferrières à Theux. Lorsque les pères s'en vont, ils laissent quelques instruments scientifiques, qui sont toujours présents dans un musée situé dans les combles de la chapelle du complexe. Ces instruments étaient là depuis plusieurs dizaines d'années mais c'est seulement vers 2010 qu'ils ont été nettoyés et remis en état de fonctionner. En 1952 La partie secondaire est créée. Elle se dissocie de l'école normale en 1975 qui prend alors le nom d'Institut Supérieur Saint-Roch Theux. En 1983 les filles et garçons sont admis a l'école, la mixité est donc installée. Cependant peu de filles sont présentes, et représentent environ 10% des élèves, la mixité complète ne viendra qu'en 1986 quand l'école normale pour filles Notre-Dame de Heusy fusionne avec l'Institut.

## Aujourd'hui
L'institut Saint-Roch accueille plus de 1000 élèves chaque année, suivis par 140 professeurs.